# Calle del Capellán Pallarés
La calle del Capellán Pallarés es una vía pública de la ciudad española de Sagunto.

## Descripción
La vía se conocía antes como «carrer del Forn del racó» o «carrer del Forn del rincó», denominación con la que habría figurado ya desde al menos el siglo XV. Discurre desde la calle de Na Marcena hasta la de Armengol. Honra con el título actual al sacerdote saguntino Joaquín Pallarés e Igual, que se encargó de inaugurar en la ciudad en 1841 la Caja de Ahorros y Socorros. Aparece descrita en el Nomenclator de las calles, plazas y puertas antiguas y modernas de la ciudad de Sagunto (1901) de Antonio Chabret y Fraga con las siguientes palabras:

Capellán Pallarés (calle del). Así se llama la calle que antes denominaban del Forn del racó ó rincó. La sustitución es reciente y no falta de buen sentido: hacer que viva siempre la memoria del caritativo sacerdote que tanto bien hizo á los pobres, y precisamente en una calle, que si no es de gran importancia, está contigua á la casa en que habitó. No el rótulo puesto en un azulejo, sino más bien una inscripción con caracteres de oro merece el beneficiado saguntino D. Joaquín Pallarés é Igual, fundador de la benéfica institución de la Caja de Ahorros y Socorros en 1841, cuando todavía no existía otro establecimiento en España más que el de Madrid.
(Chabret y Fraga, 1901a, p. 44)